# Læsø Rende
Læsø Rende är farvattnet mellan Læsø och Jylland i Danmark.   Den ligger i Region Nordjylland, i den norra delen av landet, cirka 210 km nordväst om Köpenhamn. Læsø Rende är en del av Kattegatt.
Farvattnet var tidigare utmärkt med ett fyrskepp som 1965 ersattes med en 26 meter hög kasunfyr.